# Leif Nielsen
 For billedkunstneren, se Leif Nielsen (billedkunstner).
Leif Bernhard Nielsen (født 28. maj 1942) er en tidligere dansk professionel fodboldspiller. Han opnåede 28 A-landskampe for Danmarks fodboldlandshold som målmand. Han blev kåret til Årets Fodboldspiller i Danmark i 1966.